# J. Morris Foster
J. Morris Foster (Foxbert, 9 de setembro de 1881 – Burbank, 24 de abril de 1966) foi um ator estadunidense da era do cinema mudo. Ele apareceu em 79 filmes entre 1914 e 1923.

## Filmografia selecionada
- The Gray Ghost (1917)
- The Secret Man (1917)
- Beloved Jim (1917)
- Who Cares? (1919)
- Overland Red (1920)
- Sundown Slim (1920)
- The Blue Fox (1921)
- Nan of the North (1922)